# Medicina en l'antic Egipte

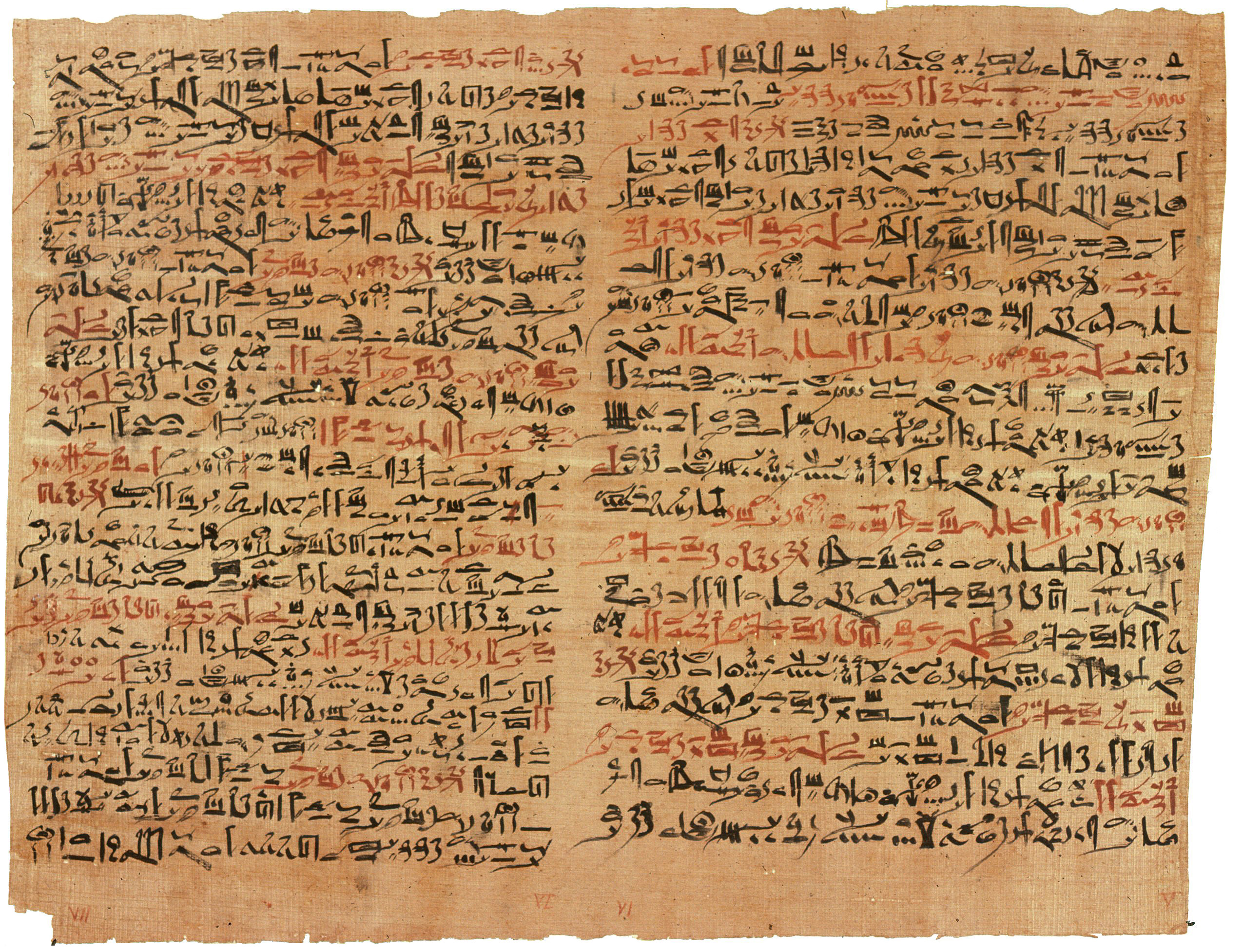
El Papir Edwin Smith antic document de la medicina egípcia, que inclou el diagnòstic i tractament de les lesions.

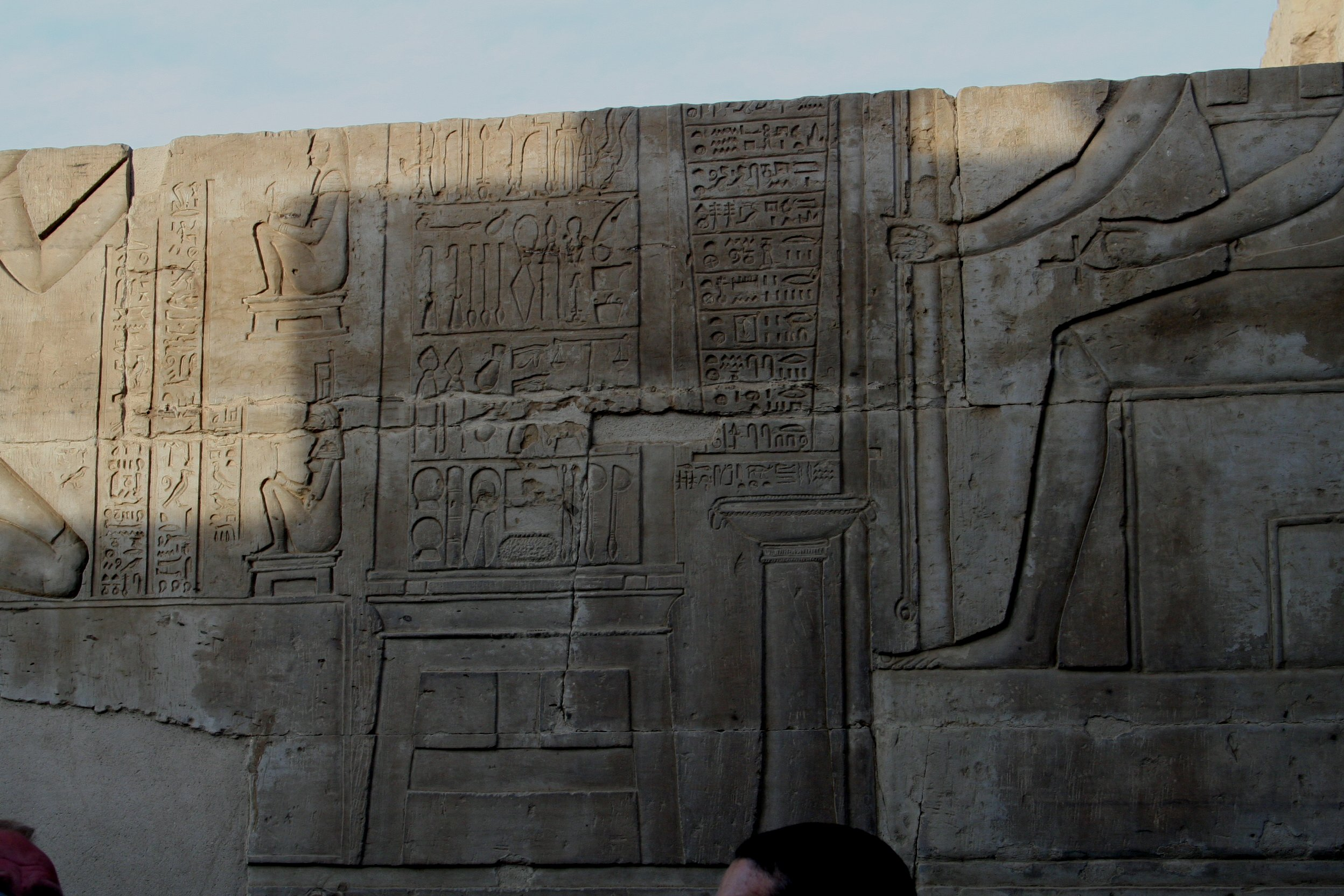
Instrumental mèdic, gravat al temple de Kom Ombo.

La medicina a l'antic Egipte és una de les més antigues documentades. Des dels inicis de la civilització a la fi del quart mil·lenni abans de Crist fins a la invasió persa del 525 aC, la pràctica mèdica egípcia es va mantenir en gran part sense canvis, però era molt avançada per la seva època. Les seves pràctiques incloïen cirurgia, tractaments odontològics i dels ossos, i un ampli conjunt de farmacopea. El pensament mèdic egipci va influir en les tradicions posteriors, incloent els grecs.

## Fonts d'informació

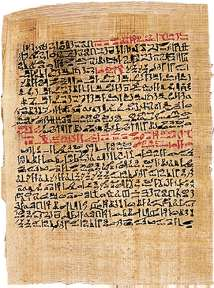
Tractament del càncer al Papir Ebers: relata una "tumor contra el déu Xenus", recomana "fes tu no hi ha res en contra"

## Pràctiques

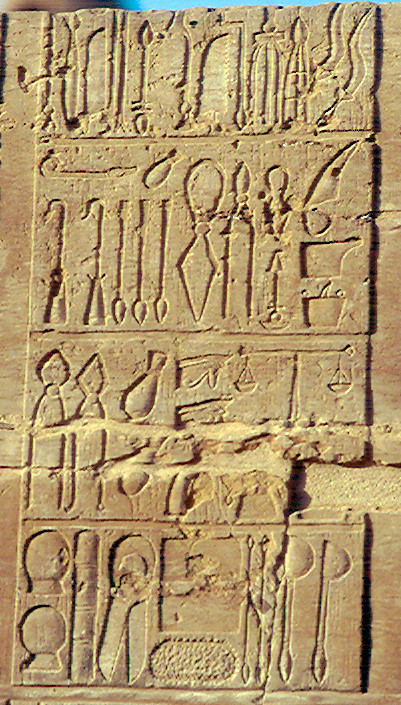
Antics instruments mèdics egipcis representats en una inscripció del període ptolemaic al Temple de Kom Ombo.

### Obstetrícia

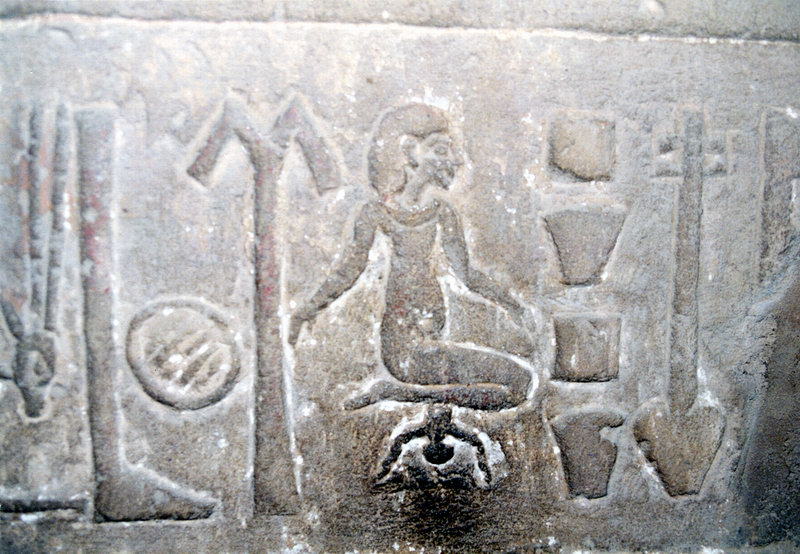
Dona de part al Meskhenet, temple de Kom Ombo.

### Oftalmologia

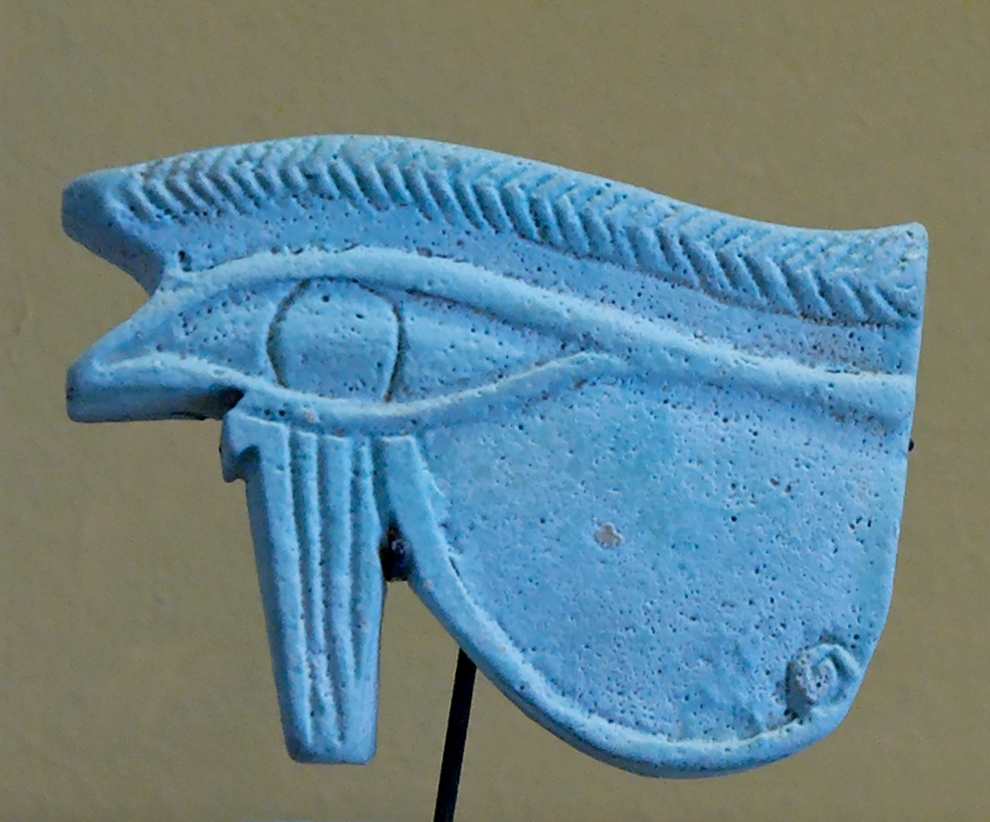
Ull protector, representació d'Horus.

## Màgia i religió

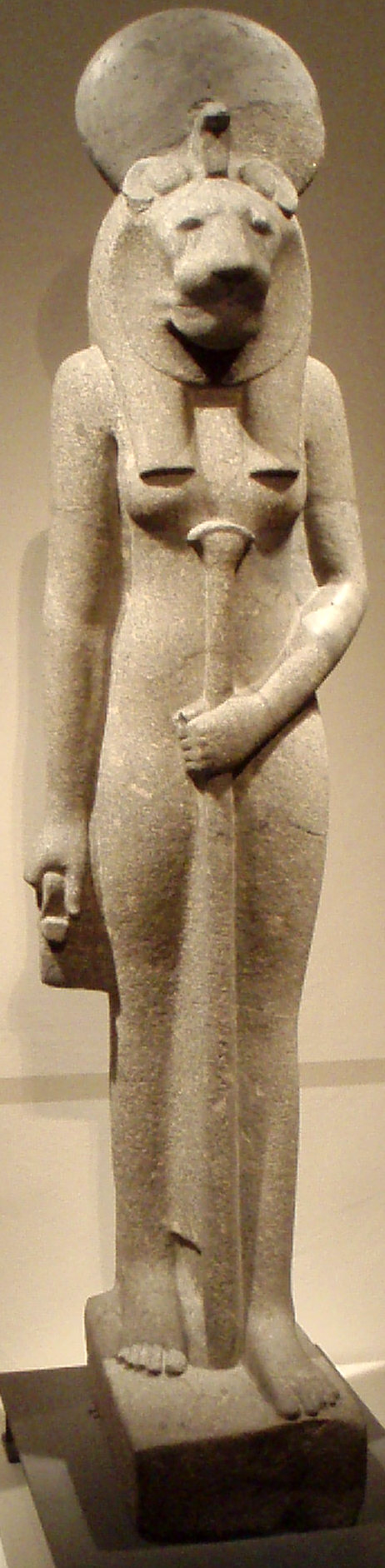
Sekhmet

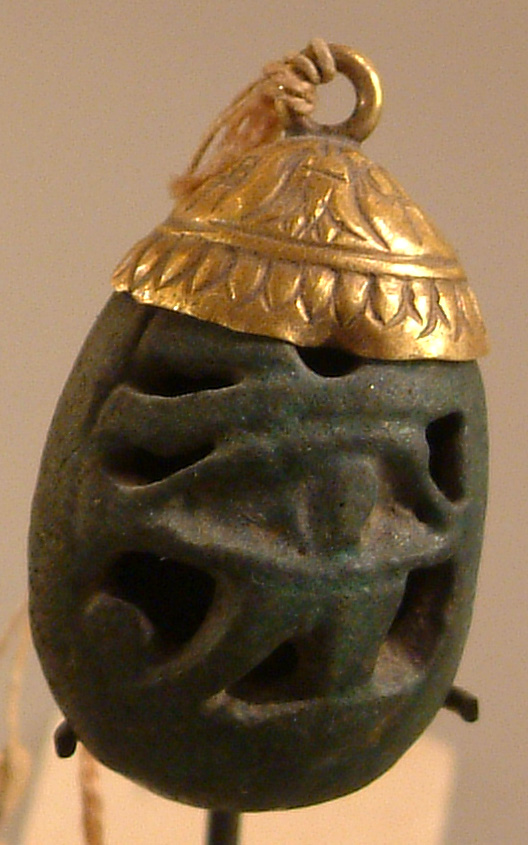
Amulet: penjoll amb lUll d'Horus (Louvre).

### Déus

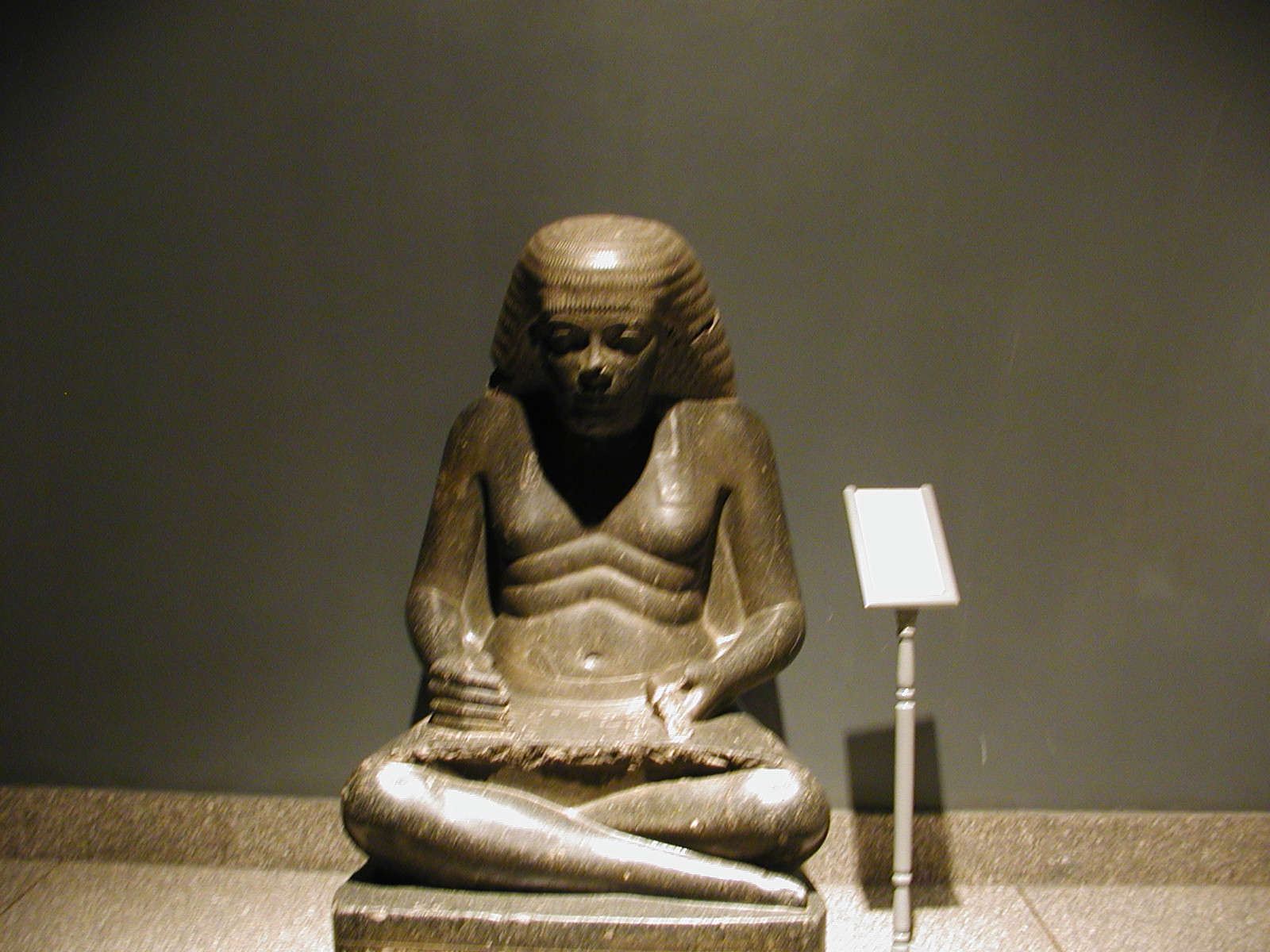
Amenhotep, fill d'Hapu. Museu de Luxor.

## Metges i altres sanadors

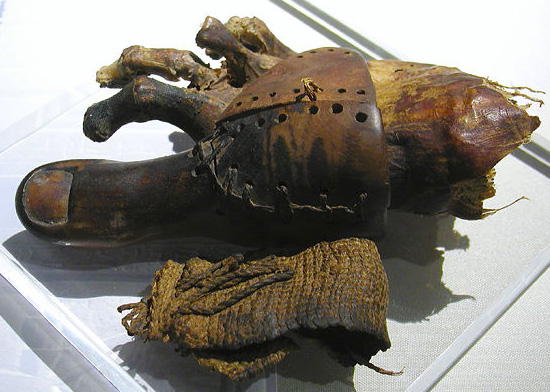
Aquesta punta de fusta i pròtesi de cuir va ser utilitzada per un amputat per facilitar-li el caminar